# Safia obscura
Safia obscura là một loài bướm đêm trong họ Noctuidae.